# Commophila
Commophila là một chi bướm đêm thuộc phân họ Tortricinae của họ Tortricidae.

## Các loài
- Commophila aeneana (Hubner, [1799-1800])
- Commophila nevadensis Traugott-Olsen, 1990